# Galepsus intermedius
Galepsus intermedius är en bönsyrseart som beskrevs av Werner 1907. Galepsus intermedius ingår i släktet Galepsus och familjen Tarachodidae. Inga underarter finns listade i Catalogue of Life.